# 绍兴棒垒球体育文化中心
紹興棒壘球體育文化中心為符合國際標準的棒、壘球比賽場館，位於浙江省紹興市越城區與柯橋區交界處，其曾舉辦亞運棒球、亞運壘球、U-23棒球世界盃等國際賽事。

## 場館設施
紹興棒壘球體育文化中心分為兩個地塊，其中一地塊包括一個棒球主球場與一個棒球副球場，以及一個集訓中心與一個體能訓練館；另一個地塊則是包括一個壘球主球場與一個壘球副球場。整個體育文化中心共有4座球場，約可容納10000名觀眾。

## 主要國際賽事
- 2022年亞運棒球比賽
- 2022年亞運壘球比賽
- 2024年U-23世界盃棒球賽